# ピチアルマジロ
ピチアルマジロ（Pichi、学名：Zaedyus pichiy、英：Dwarf Armadillo（ドワーフアルマジロ））は小型のアルマジロである。ピチアルマジロ属唯一の種である。単にピチとも。

## 分布
南アルゼンチン（パタゴニア）、チリのアンデス山脈の大草原の西と南からマゼラン海峡までの地域に生息する。

## 特徴
体長は100-140mm（4-6インチ）、尾の長さは約260-335mm（1フィート）である。ピチアルマジロは、暗色の甲羅、厚い背板及びよく発達した爪を持つ。爪で穴を掘る、敵に襲われると穴にもぐって身を守る。